# Campeonato Mundial de Biatlón de 1997
El XXXIII Campeonato Mundial de Biatlón se celebró en la localidad de Osrblie (Eslovaquia) entre el 30 de enero y el 10 de febrero de 1997 bajo la organización de la Unión Internacional de Biatlón (IBU) y la Asociación Eslovaca de Esquí.

## Resultados

### Masculino
| Evento                      | Oro                                                                                      | Plata                                                                                        | Bronce                                                                                            |
| --------------------------- | ---------------------------------------------------------------------------------------- | -------------------------------------------------------------------------------------------- | ------------------------------------------------------------------------------------------------- |
| 10 km velocidad (01.02)     | Wilfried Pallhuber · Italia · 26:24,4                                                    | René Cattarinussi · Italia · 26:41,2                                                         | Oleg Ryzhenkov · Bielorrusia · 26:42,7                                                            |
| 20 km individual (07.02)    | Ricco Groß · Alemania · 52:04,6                                                          | Oleg Ryzhenkov · Bielorrusia · 52:40,1                                                       | Ludwig Gredler · Austria · 53:13,0                                                                |
| 12,5 km persecución (02.02) | Viktor Maigurov · Rusia · 33:21,9                                                        | Serguei Tarasov · Rusia · 33:28,8                                                            | Ole Einar Bjørndalen · Noruega · 33:32,1                                                          |
| 10 km equipo (05.02)        | Bielorrusia · Oleg Ryzhenkov · Piotr Ivashko · Alexandr Popov · Vadim Sashurin · 27:22,4 | Alemania · Carsten Heymann · Mark Kirchner · Frank Luck · Peter Sendel · 27:47,3             | Polonia · Wiesław Ziemianin · Jan Ziemianin · Wojciech Kozub · Tomasz Sikora · 28:15,8            |
| Relevos 4 × 7,5 km (09.02)  | Alemania · Ricco Groß · Peter Sendel · Sven Fischer · Frank Luck · 1:17:42,5             | Noruega · Egil Gjelland · Jon Åge Tyldum · Dag Bjørndalen · Ole Einar Bjørndalen · 1:17:48,7 | Italia · René Cattarinussi · Wilfried Pallhuber · Patrick Favre · Pieralberto Carrara · 1:19:10,4 |

### Femenino
| Evento                    | Oro | Plata | Bronce                                                                                              |
| ------------------------- | --- | --- | --------------------------------------------------------------------------------------------------- |
| 7,5 km velocidad (01.02)  | Olga Romasko · Rusia · 21:16,8                                                                              | Olena Zubrylova · Ucrania · 21:59,5                                                                           | Magdalena Forsberg · Suecia · 22:11,8                                                               |
| 15 km individual (06.02)  | Magdalena Forsberg · Suecia · 48:17,3                                                                       | Olena Zubrylova · Ucrania · 49:52,0                                                                           | Ekaterina Dafovska Bulgaria 50:41,1                                                                 |
| 10 km persecución (02.02) | Magdalena Forsberg · Suecia · 33:16,1                                                                       | Olena Zubrylova · Ucrania · 33:21,1                                                                           | Olga Romasko · Rusia · 33:34,5                                                                      |
| 7,5 km equipo (04.02)     | Noruega · Annette Sikveland · Ann-Elen Skjelbreid · Liv Grete Skjelbreid · Gunn Margit Andreassen · 22:01,8 | Rusia · Olga Romasko · Anna Volkova · Nadezhda Talanova · Olga Melnik · 22:27,1                               | Ucrania · Olena Petrova · Olena Zubrylova · Valentyna Tserbe-Nesina · Tetiana Vodopianova · 22:32,5 |
| Relevos 4 × 6 km (08.02)  | Alemania · Uschi Disl · Simone Greiner-Petter-Memm · Katrin Apel · Petra Behle · 1:28:36,9                  | Noruega · Ann-Elen Skjelbreid · Annette Sikveland · Liv Grete Skjelbreid · Gunn Margit Andreassen · 1:30:06,7 | Rusia · Olga Melnik · Galina Kukleva · Nadezhda Talanova · Olga Romasko · 1:30:09,7                 |

## Medallero
| Núm. | País        | Oro | Plata | Bronce | Total |
| ---- | ----------- | --- | ----- | ------ | ----- |
| 1    | Alemania    | 3   | 1     | 0      | 4     |
| 2    | Rusia       | 2   | 2     | 2      | 6     |
| 3    | Suecia      | 2   | 0     | 1      | 3     |
| 4    | Noruega     | 1   | 2     | 1      | 4     |
| 5    | Bielorrusia | 1   | 1     | 1      | 3     |
| 5    | Italia      | 1   | 1     | 1      | 3     |
| 7    | Ucrania     | 0   | 3     | 1      | 4     |
| 8    | Austria     | 0   | 0     | 1      | 1     |
| 8    | Bulgaria    | 0   | 0     | 1      | 1     |
| 8    | Polonia     | 0   | 0     | 1      | 1     |
|      | TOTAL       | 10  | 10    | 10     | 30    |